# عطف إفوة
قرية عطف أفوه هي إحدى القرى التابعة لمركز الواسطى في محافظة بني سويف في جمهورية مصر العربية. حسب إحصاءات سنة 2006، بلغ إجمالي السكان في عطف أفوه 8916 نسمة، منهم 4654 رجل و4262 امرأة.